# 横山篤美
横山 篤美（よこやま あつみ、明治35年（1902年） - 平成6年（1994年）12月）は、長野県南安曇郡安曇村（現松本市安曇）橋場に育ち住んだ農民・杣人・郷土史家。

## 概要
横山篤美は、尋常小学校卒業後、農林業に従事。そのかたわら郷土の史料の発掘・研究に励んだ。研究・執筆の範囲は、地元旧安曇村を中心に松本盆地内である。『安曇村誌 歴史上』の「あとがき」には、「平成六年一二月、本巻の完成を待たずに九二歳で亡くなられた」とある。

## 著書
- 『乗鞍岳麓 湯の里白骨（白船）その自然と民俗』横山篤美発行、1970年11月、全162ページ
- 『上高地開発史』山と渓谷社、1971年
- 『信州塩尻赤羽家 元禄大庄屋日記』横山篤美解説、慶友社、1974年8月、全305ページ
- 『上高地物語』信州の旅社、1971年10月、全216ページ
- 『波田堰百年史』波田堰治績顕彰会、1975年5月、全126ページ
- 『湯の里白骨』信州の旅社、1980年
- 『上高地物語―その歴史と自然』1981年8月
- 『北アルプス寒村物語 実録 杣人の村』郷土出版社、1982年11月、全257ページ
- 『ふるさとことわざ集―人生の道しるべ』1984年
- 『野麦の道』銀河書房、1986年
- 『籾の乱－百姓一揆「加助騒動」の真相』家の光協会、1987年8月
- 『山人（やもど）のムラ』エンタプライズ、1989年7月、全250ページ
- 『古文書難語辞典』柏書房

## 分担執筆
- 『安曇村誌 歴史上』安曇村、1997年3月
- 『安曇村誌 歴史下』安曇村、1998年3月

## 稿本
- 『入四ヶ村書付』全30巻。3700件を超える史料と豊富な解説が収録されている。